# Resolució 130 del Consell de Seguretat de les Nacions Unides
La Resolució 130 del Consell de Seguretat de les Nacions Unides, aprovada el 25 de novembre de 1958, registra amb pesar la mort del jutge José Gustavo Guerrero el 5 d'octubre. El Consell va decidir aleshores que, d'acord amb l'Estatut de la Cort la vacant resultant a la Cort Internacional de Justícia seria resolta amb una elecció a l'Assemblea general que es proposa abordar durant la XIVa reunió d'aquest cos.
La resolució va ser adoptada sense votar.